# Día Nacional de la Patagonia
El Día Nacional de la Patagonia se conmemora anualmente el 11 de octubre en la Argentina. Fue declarado por el Congreso Nacional Argentino a través de la ley número 25.394, sancionada el 30 de noviembre de 2000 y promulgada el 3 de enero de 2001 por el decreto número 1/2001.
La fecha elegida recuerda la promulgación de ley número 954 de creación de la Gobernación de la Patagonia el 11 de octubre de 1878 en el marco de la llamada conquista del Desierto.

ARTÍCULO 1° — Establécese la fecha del 11 de octubre de cada año como "Día Nacional de la Patagonia" en recuerdo del 11 de octubre de 1878 en que se promulgó la Ley 954 de creación de la Gobernación del Territorio de la Patagonia.

ARTÍCULO 2º — Decláranse de interés las evocaciones especiales que se realicen en las provincias patagónicas en recordación de esta fecha histórica.

## Creación
Hacia la década de 1950, en Buenos Aires un grupo de patagónicos creó la Casa de la Patagonia, una asociación que entre sus acciones editaba un boletín. En octubre de 1955, a manera de editorial en el boletín número 24, se pidió por la creación de un día nacional de la Patagonia. En 1989 nació la «Mesa de Trabajo Pro Unidad Regional», que tuvo entre sus objetivos promocionar y difundir la jornada.
Además de la ley número 25.394 y el decreto 1/2001, la provincia de Tierra del Fuego, Antártida e Islas del Atlántico Sur sancionó y promulgó el Decreto N° 2174/93 y la Ley N° 144 de 1994. La provincia de Santa Cruz sancionó y promulgó el Decreto N° 1385/90, el proyecto 250/98 en 1999 y la Resolución N° 005/99. La provincia del Chubut promulgó la declaración N° 028/98 H.L., el Decreto N° 1341/00, la Declaración N° 044/04 H.L. y el Decreto N° 1766/04. La provincia de Río Negro, el Decreto N° 2168/93. La provincia de Neuquén, la Declaración H.L. N° 356/91 y el Decreto N° 2310/93. Mientras que, la provincia de La Pampa, sancionó y promulgó la Ley N° 1560 y el Decreto N° 1536/94.